# Johannes Pretorius (Leichtathlet)
Johannes Constant Pretorius (* 26. Januar 1994 in Pretoria) ist ein südafrikanischer Hürdenläufer, der sich auf die 400-Meter-Distanz spezialisiert hat.

## Sportliche Laufbahn
Erste internationale Erfahrungen sammelte Johannes Pretorius im Jahr 2011, als er bei den Jugendweltmeisterschaften nahe Lille in 51,34 s den fünften Platz über 400 m Hürden belegte. Anschließend gewann er bei den Commonwealth Youth Games in Douglas in 53,05 s die Silbermedaille. 2013 siegte er in 51,08 s bei den Juniorenafrikameisterschaften in Réduit und begann im Herbst ein Biologiestudium an der University of New Orleans in den Vereinigten Staaten. 2016 kehrte er nach Südafrika zurück und absolvierte ein Studium für Physiotherapie an der University of Pretoria und nahm 2017 an der Sommer-Universiade in Taipeh teil und belegte dort in 49,71 s den sechsten Platz. Im Jahr darauf startete er bei den Commonwealth Games im australischen Gold Coast und kam dort mit 49,71 s nicht über die erste Runde hinaus. 2019 schied er dann bei den Studentenweltspielen in Neapel mit 51,01 s im Halbfinale über 400 m Hürden aus und 2022 schied er bei den Afrikameisterschaften in Port Louis mit 51,66 s im Vorlauf aus. Zudem kam er in der 4-mal-400-Meter-Staffel im Vorlauf zum Einsatz und verhalf dem Team zum Finaleinzug.

## Persönliche Bestzeiten
- 400 Meter: 47,76 s, 16. März 2013 in Pretoria
- 400 m Hürden: 49,28 s, 3. Juni 2017 in Pretoria